# Svobodná vůle
Svobodná vůle je pojem, jenž ve filosofii označuje myšlenku, že člověk jedná jen na základě svých vlastních rozumových rozhodnutí, nikoliv pod vlivem vnějších podnětů, jako osudu, boha či jiných faktorů, jež nejsou v jeho moci. Se svobodnou vůli značně souvisí náhoda a determinismus (filosofický směr tvrdící, že vývoj světa je dán jeho současným stavem). S otázkou svobodné vůle jde ruku v ruce otázka odpovědnosti za vlastní činy. Pokud není naše rozhodování svobodné, můžeme být odpovědni za vlastní činy? Otázka svobodné vůle je jedním z ústředních témat filosofie od jejího počátku.
Aplikace teorie svobodné vůle najdeme v religionistice, etice či biologii. Kupříkladu v náboženské sféře může přitakání svobodné vůli znamenat, že ani bůh přímo nezasahuje do chování jednotlivce, jelikož nechce porušovat jeho svobodnou vůli. V etice přiznání svobodné vůle znamená přiznání úplné odpovědnosti za své činy a ve vědecké relaci může tento fakt znamenat, že jednání jednotlivce není zcela podřízeno jeho tělu.[zdroj?] Moderní vědecké experimenty ale naznačují, že svobodná vůle má svá omezení. Souvisí s dýcháním. S neurovědeckými experimenty přišel Benjamin Libet roku 1983. Ale již Charles Darwin tvrdil, že svobodná vůle je blud.

## Svobodná vůle v západní filosofii

Schéma k pojetí svobodné vůle

Základní filosofický postoj k pojetí svobodné vůle lze zjistit po dvou otázkách:
1. Platí determinismus?
2. Existuje svobodná vůle?

Determinismus je koncept, dle kterého je veškerý budoucí vývoj dán současným stavem (tedy událostmi, jež se již staly, a přírodními zákony). Kompatibilismus je přesvědčení, dle kterého je determinismus slučitelný se svobodnou vůlí (platí kladná odpověď na obě předchozí otázky).

## Kompatibilismus vs. inkompatibilismus
Kompatibilisté definují svobodnou vůli nezávisle na determinismu, připouští, že tato dvě pojetí mohou existovat paralelně. Klasičtí kompatibilisté uvádějí, že svoboda vůle existuje, dokud člověk není nějak extrémně omezen nebo tlačen k určitým činnostem. Moderní kompatibilisté rozlišují mezi svobodou vůle a svobodou jednání, což je oddělením svobody výběru od svobody tento výběr učinit.
Fundamentální debaty pokračují kolem tvrzení, zda je vesmír ve skutečnosti deterministický. Inkompatibilisté tvrdí, že svobodná vůle a determinismus nemohou být slučitelné. Příznivci libertarianismu uvádí, že determinismus je falešný a člověk má svobodnou vůli. Příznivci tvrdého determinismu naopak uvádí, že všechno je předurčeno a člověku se jenom zdá, že může něco ovlivnit – tím pádem odmítají existenci svobodné vůle. Tvrdý inkompatibilismus, který se v dnešní době téměř nevyskytuje, nemá nic společného s determinismem a zastává názor, že pojetí svobodné vůle je absurdní samo o sobě.

### Inkompatibilismus
Inkompatibilismus je postoj, z něhož plyne, že svobodná vůle a determinismus jsou logicky neslučitelné. Například Martin Luther a d'Holbach akceptují determinismus a odmítají svobodnou vůli. Naproti tomu metafyzičtí libertarianisté – Thomas Reid, Peter van Inwagen a Robert Kane přijímají svobodnou vůli, popírají determinismus a shodují se na tom, že žijeme ve světě indeterminismu. Inkompatibilisté uvádějí, že svobodná vůle je neslučitelná jak s determinismem, tak s indeterminismem.

#### Metafyzický libertarianismus
Libertarianismus je klíčem k idealistické teorii svobodné vůle. Dalším argumentem je také "příčinný řetězec" (angl. cause-effect chain) obdobný otázce, co vzniklo první: kuře nebo vejce? Většina inkompatibilistů odmítá myšlenku, že svoboda jednání spočívá jednoduše v dobrovolném činění aktivit. Spíše trvají na tom, že na základě svobodné vůle je člověk zdrojem svých vlastních akcí, zatímco externí skutečnosti nejsou zdrojem (příčinou) činů člověka.
Libertarianismus se dělí na nefyzikální a fyzikální (naturalistické) teorie. Podle nefyzikální teorie události v mozku, které vedou k uskutečnění činu, nemají zcela fyzikální vysvětlení, a v důsledku toho nelze konstatovat, že svět podléhá výhradně zákonům fyziky. Tito dualisté se domnívají, že mysl, vůle nebo duše má přednost před fyzickou kauzalitou.
Libertarianismus je postaven na konceptu, podle něhož má člověk možnost přijmout více než jeden možný postup v rámci daného souboru okolností. To znamená, že pokud člověk volí mezi několika možnostmi a rozhoduje se pro jednu z nich, uplatňuje svobodnou vůli.
Nozick předvádí indeterministickou teorii svobodné vůle v jeho publikaci Filozofická vysvětlení (angl. Philosophical Explanations). Když se lidé stanou agenty přes jejich reflexní sebeuvědomění, vyjádří svoje činy tím, že budou mít důvody pro uskutečnění těchto činů. Těmto důvodům přiřadí váhy, které pak dají přednost některému z nich. Vážení je "na nás" v tom smyslu, že není určeno podle dřívějších kauzálních faktorů, i když následný čin je zcela způsoben dříve uděleným odůvodněním.
Kane je jedním z předních současných filozofů, který se zajímá o fenomén svobodné vůle. Tvrdí, že existence alternativních možností (nebo právo agenta učinit jinak) je nutnou podmínkou, aby člověk mohl jednat volně, a že determinismus není kompatibilní s alternativními možnostmi (vylučuje právo agenta učinit jinak). Podstata jeho pozice je založena nikoliv na obhajobě alternativních možností, ale v představě o tom, co Kane definuje jako prvotní odpovědnost (angl. ultimate responsibility). Proto alternativní možnosti jsou nutným, ale nedostatečným kritériem pro existenci svobodné vůle. Je nezbytné, aby existovaly (metafyzicky) reálné alternativy pro naše činy, ale toto nestačí; naše činy mohou být náhodné, aniž by byly pod naší kontrolou. Kontrola vlastních činů pochází z prvotní odpovědnosti (angl. ultimate responsibility). Prvotní odpovědnost znamená, že lidé musí být původními tvůrci svého života, který není pouhým souborem náhodných událostí. Kvůli alternativním možnostem musí existovat více než jeden možný scénář lidského života. Ještě důležitější je, že bez ohledu na to, podle jakého scénáře život dopadne, musí být založen na ochotě člověka učinit další krok tím či oním způsobem. Stručně řečeno, člověk musí být odpovědný za cokoliv, co představuje dostatečný důvod (podmínku, příčinu nebo motiv) pro výskyt určitého činu.
Kane také vymezuje „činy sebeformování“ (angl. self-forming actions nebo SFA) – momenty váhání, během nichž lidé zažívají rozhodování mezi několika konfliktními přáními. Tyto okamžiky rozhodování a preference jednoho činu před druhým utvářejí naše chování a charakter, určují naše budoucí rozhodnutí, důvody a motivace k uskutečnění dalších činů. Pokud člověk měl možnost rozhodnout o podobném „činu sebeformování“, je odpovědný za činy, které jsou výsledkem jeho charakteru.

##### Princip alternativních možností
Dalším příznivcem libertarianismu je Harry Frankfurt, který je autorem Frankfurtových protichůdných příkladů (angl. Frankfurt counterexamples). Tyto příklady byly prezentovány v roce 1969 a vycházely z principu alternativních možností (angl. Principle of alternative possibilities nebo PAP), při nichž má člověk možnost uplatnit svobodnou vůli (tj. může učinit jinak) a je za své činy morálně zodpovědný.
Princip alternativních možností tvoří významný argument pro neslučitelnost odpovědnosti a kauzálního determinismu, jak je uvedeno níže:
1. Agent je zodpovědný za svůj čin pouze v případě, že jedná svobodně (není nijak omezený nebo pod tlakem).
2. Agent jedná svobodně pouze v případě, že kauzální determinismus je falešný.
3. Proto je agent odpovědný za činnost pouze tehdy, pokud kauzální determinismus je falešný.

Nicméně kompatibilisté kritizují tato tvrzení a uvádí, že agent může jednat svobodně i v případě existence kauzálního determinismu. A to za podmínky, že činy, který bude chtít učinit, budou v souladu s deterministickými omezeními.

#### Tvrdý determinismus
Příznivci tvrdého determinismu jsou přesvědčeni, že determinismus je v rozporu se svobodnou vůlí; proto její existenci odmítají. Mezi relevantní formy determinismu patří:
- Kauzální determinismus – vše je způsobeno předběžnými podmínkami, které vylučují existenci alternativního scénáře. Podle tohoto typu determinismu jsou budoucí události způsobeny minulými a současnými událostmi v kombinaci se zákony přírody. Uvažujme subjekt, který zná jak všechna fakta o minulosti a současnosti, tak všechny přírodní zákony, které řídí vesmír. Pokud zákony přírody byly předem určené, pak by takový subjekt měl být schopen na základě těchto znalostí předvídat budoucnost do nejmenšího detailu.

- Logický determinismus – všechny návrhy o minulosti, současnosti nebo budoucnosti jsou buď pravdivé nebo nepravdivé. V tomto kontextu se problém svobodné vůle zaobírá otázkou, do jaké míry může být výběr svobodný vzhledem k tomu, že již v současnosti je určeno jako pravda nebo faleš, co člověk udělá v budoucnu.

- Teologický determinismus – budoucnost je již předem určena tvůrcem vesmíru Bohem. Problém svobodné vůle se v tomto kontextu zaobírá otázkou, do jaké míry výběr může být svobodný, vzhledem k tomu, že nějaká bytost již předem určila všechny činy, které uděláme, nebo dokonce předem určila přesný čas jejich výskytu.

Ve svém díle Etika Benedict de Spinoza tvrdí, že se lidé zdají být svobodnými jen díky uvědomění svých činů, ale nejsou si vědomi toho, že příčiny těchto předem určených činů jsou uchovány v podvědomí. Ve své eseji On the Freedom of the Will Schopenhauer prohlásil, že člověk může dělat, co chce, ale v každém okamžiku svého života může chtít pouze jednu konkrétní věc a nic jiného.
Další argument pro inkompatibilismus byl formulován Carlem Ginetem v roce 1960 a získal velkou pozornost v moderní literatuře. Zjednodušené odůvodnění zní v tomto duchu: existuje-li determinismus, pak nemáme žádnou kontrolu nad přírodními zákony ani nad událostmi v minulosti, které určují náš současný stav. Vzhledem k tomu nemůžeme mít žádnou kontrolu nad těmito záležitostmi ani nad jejich důsledky.
V posledních letech byla provedena řada experimentů, které měly ukázat změny chování lidí po uvědomění si skutečnosti, že determinismus existuje a že vše je předurčeno. Poté, co vědci provokovali dobrovolníky, aby neuvěřili ve svobodnou vůli, účastníci lhali, podváděli a kradli více než obvykle. Podle studie provedené Royem Baumeisterem účastníci lhali o jejich výkonu na testu, aby dostali odměnu v hotovosti, s větší pravděpodobností poté, co si přečetli článek s argumenty proti svobodné vůli. Provokace odmítnutí svobodné vůle byla také spojena se zvýšenou agresivitou a méně vstřícným jednáním účastníků. Nevíra v svobodnou vůli může dokonce způsobit, že lidé cítí méně viny za své prohřešky proti ostatním. Baumeister a jeho kolegové také zaregistrovali, že dobrovolníci nevěřící ve svobodnou vůli jsou méně schopní myslet kontrafaktuálně. To je znepokojující, protože kontrafaktuální myšlení („Kdybych udělal něco jinak…“), je důležitou součástí učení se od svých uskutečněných voleb a činů. Podobné výsledky byly prokázány i v experimentech Kathleen Vohsové. Tyto experimenty ukazují, že provokování nevíry ve svobodnou vůli pravděpodobně způsobí víru ve fatalismus.

#### Tvrdý inkompatibilismus
Tvrdý inkompatabilismus je založen na teorii, že svobodná vůle je nesmysl sama o sobě a že nemá nic společného s determinismem. John Locke popíral, že slovní spojení „svobodná vůle“ dává nějaký smysl. On také zastával názor, že pravdivost determinismu je irelevantní. Věřil, že určujícím prvkem dobrovolného jednání je schopnost jednotlivců odsouvat rozhodnutí dostatečně dlouho, aby mohli dobře promyslet možné důsledky své volby. Podle jeho slov vůle spočívá v moci nebo schopnosti preferovat tu či onu volbu.

### Kompatibilismus
Kompatibilisté tvrdí, že determinismus je v souladu se svobodnou vůlí, a domnívají se, že vůle jednotlivce je čistě výsledkem jeho vlastní touhy. Nicméně podle jejich uvážení svobodná vůle nutně neznamená svobodu jednání. Svoboda volby je logicky oddělená od svobody uskutečnění výsledného činu, ale ne všichni kompatibilisté vymezují tento rozdíl.
Někteří moderní kompatibilisté, např. Daniel Dennett, tvrdí, že koncepce svobodné vůle vymezuje pravomoc svobodně rozhodnout a učinit to, co existující omezení v dané situaci umožňují učinit. Jinými slovy, vynucená volba jednotlivce pořád může být dobrovolnou, pokud se nátlak shoduje s jeho osobními záměry a touhami.
Kompatibilista by mohl namítnout, že determinismus je nejen kompatibilní s definicí svobodné vůle, ale ve skutečnosti je podstatný pro její definici. Pokud činy jednotlivce nejsou určeny jeho přesvědčeními, touhami a charakterem, jak může jednotlivec být morálně zodpovědný za uskutečnění těchto činů? V praxi mají morální systémy kompatibilistů mnoho společného s morálními systémy inkompatibilistických (tvrdých) deterministů. Je tomu tak proto, že tvrdí deterministé a kompatibilisté využívají morální systémy, jejichž základem je myšlenka, že všechny motivy lidí jsou předem určeny.
Kritici kompatibilismu se často zaměřují na definici svobodné vůle: inkompatibilisté mohou souhlasit s tím, že kompatibilisté ukazují něco slučitelného s determinismem, ale myslí si, že toto „něco“ by nemělo být nazýváno „svobodná vůle“. Inkompatibilisté mohou akceptovat „svobodu jednat“ jako nezbytné kritérium pro svobodnou vůli, ale pochybují, že je to dostačující. V podstatě, oni požadují něco více než jen „svobodnou vůli“. Inkompatibilisté věří, že svobodná vůle se vztahuje na skutečné (např. absolutní, prvotní) alternativní možnosti pro přesvědčení, touhy nebo činy, spíše než na kontrafaktuální. Když čelí standardnímu argumentu proti svobodné vůli, mnozí kompatibilisté vybírají determinismus, aby jejich činy byly dostatečně určeny jejich příčinami, motivy a touhami. Kompatibilisté jsou někdy obviněni ze strany inkompatabilistů, že ve skutečnosti jsou tvrdými deterministy, kteří jsou motivováni nedostatkem koherentního morálního systému víry.
Filozof třináctého století Tomáš Akvinský vnímal lidi jako naprogramované (na základě lidského bytí), aby usilovali o dosažení určitých cílů a zároveň mohli vybrat mezi cestami k dosažení těchto cílů. Když jednotlivci čelí rozhodnutím a volbě určité cesty ("scénáře"), pak se řídí rozumem, vůli a vášní. Říkal, že vůle je hlavní hybnou silou všech duševních sil, a že toto také je účinnou příčinou pohybů v těle člověka. Volba spadá do pěti fází: (i) intelektuální úvahy o tom, zda cíl je žádoucí, (ii) intelektuální úvahy o prostředcích k dosažení cíle, (iii) vůle se objeví při záměru dosáhnout cíle, (iv) vůle a intelekt společně rozhodují o volbě prostředků k dosažení cíle (v) vůle volí způsob provedení plánu dosažení cíle.

#### Svobodná vůle jako nepředvídatelnost
V publikaci Elbow Room Dennett představuje argument pro kompatibilistickou teorii svobodné vůle, která je dále rozpracována v knize Freedom Evolves. Základní úvahou je, že, pokud vyloučíme Boha a jiné obdobné bytosti, kvůli chaosu a epistemickým omezením přesnosti našich znalostí o současném stavu světa je budoucnost špatně definována pro všechny konečné (smrtelné) bytosti. Jediné dobře definované prvky budoucnosti jsou "očekávání". Schopnost učinit "jinak" má smysl jen tehdy, pokud jednáme s těmito očekáváními, nikoliv s nějakou velkou neznámou nebo nepoznatelnou budoucností. Podle Dennetta tudíž svobodná vůle může existovat, protože jedinci mají schopnost jednat jinak než by někdo mohl očekávat.

#### Svobodná vůle jako pragmaticky užitečný koncept
William James vnímal svobodnou vůli ambivalentně. Zatímco věřil ve svobodnou vůli na "etickém základě", nevěřil, že existují vědecké důkazy, které by mohly její existenci prokázat. Kromě toho, že nepřijal inkompatibilismus, nevěřil, že indeterminismus lidských činností je předpokladem morální odpovědnosti. Věřil, že indeterminismus je důležitý jako "doktrína úlevy". Tímto měl na mysli, že ačkoli svět může být ve mnoha smyslech špatným místem, jednotlivci mají možnost ho zlepšit prostřednictvím svých činů. Vzhledem k tomu kritizoval determinismus a tvrdil, že podkopává meliorismus (koncepce zlepšování světa na bázi pokroku).